# جوناثان براون
جوناثان براون (بالإنجليزية: Jonathan Brown)‏ (17 أبريل 1990 في المملكة المتحدة - ) هو لاعب كرة قدم بريطاني في مركز الهجوم. شارك مع منتخب ويلز تحت 17 سنة لكرة القدم ومنتخب ويلز تحت 19 سنة لكرة القدم ومنتخب ويلز تحت 21 سنة لكرة القدم. أما مع النوادي، فقد لعب مع سنترال كوست مارينرز وكارديف سيتي ونادي ريكسهام ونادي ساوثبورت وPluakdaeng United F.C. ‏ وتيلفورد يونايتد ونادي هيرفورد وBrackley Town F.C. ‏ وBryntirion Athletic F.C. ‏ ونادي باث سيتي.

## وصلات خارجية
- جوناثان براون على موقع الاتحاد الأوربي (الإنجليزية)
- جوناثان براون على موقع قاعدة بيانات كرة القدم.إي يو (الإنجليزية)
- جوناثان براون على موقع Soccerbase.com (لاعب) (الإنجليزية)